# Dolmen des Grosses-Pierres
Le dolmen des Grosses-Pierres, appelé aussi dolmen du Breuil, est un dolmen situé sur la commune de Brévainville, dans le département de Loir-et-Cher en France.

## Protection
Le dolmen est classé au titre des monuments historiques par liste en 1889.

## Description
Le dolmen est orienté nord-est/sud-ouest. La chambre rectangulaire mesure 3,50 m de longueur sur 1,50 m de largeur. Elle est délimitée par trois orthostates (deux au nord et un au sud) et une table de chevet au sud-ouest. Une dalle de 1 m de haut sur 1 m de long en ferme l'entrée. Plusieurs autres blocs sont visibles autour du dolmen, au sud et à l'ouest. La table de couverture est presque ovale (3,50 m par 2,20 m).
| Dalle                                                         | Longueur | Hauteur |
| ------------------------------------------------------------- | -------- | ------- |
| orthostate nord                                               | 1,70 m   | 0,90 m  |
| orthostate nord                                               | 1,50 m   | 0,80 m  |
| orthostate sud                                                | 1,50 m   | 0,90 m  |
| dalle de chevet                                               | 1,80 m   | 0,70 m  |
| Données : Inventaire des mégalithes de France, 3-Loir-et-Cher |          |         |

Toutes les dalles sont en poudingue lustré à silex sauf la dalle de chevet qui est en calcaire de Beauce. Les fouilles du monument n'ont livré aucun matériel archéologique.